# ورین شورژا
ورین شورژا (به ارمنی: Վերին Շորժա) یک آبادی کوچک در ارمنستان است که در استان گغارکونیک واقع شده‌است.  در  کیلومتری شمال گاوار، مرکز استان گغارکونیک واقع شده است.

## خصوصیات
ورین شورژا ۳۱ نفر جمعیت دارد و در ارتفاع  متر بالاتر از سطح دریا قرار گرفته است.